# Ayotzinapa
Ayotzinapa ist ein mexikanisches Dorf im Ballungsraum der Stadt Tixtla de Guerrero im gleichnamigen Municipio im Bundesstaat Guerrero mit 84 Einwohnern (Stand 2010).
In Ayotzinapa befindet sich eine Ausbildungsstätte für Grundschullehrer, die 1926 gegründete Escuela Normal Rural Raúl Isidro Burgos, die wegen der Entführung von 43 Lehramtsstudenten im Oktober 2014 internationale Bekanntheit erlangte (siehe Massenentführung in Iguala 2014). Das Lehrerseminar ist bekannt für seinen „linken Aktivismus“. Ein Schüler des Seminars war Lucio Cabañas Barrientos. 